# Caseggiato del Temistocle

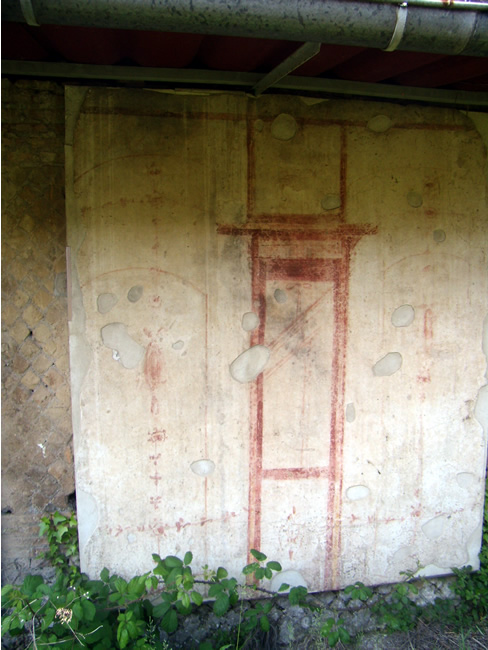
Wandmalerei in dem Caseggiato del Temistocle

Der Caseggiato del Temistocle (V,XI,2) befindet sich in der antiken Stadt Ostia. Es handelt sich um einen Bau in unregelmäßiger Form mit einem ungepflasterten Weg in der Mitte, der die beiden Flügel des Komplexes trennt. Die Trapezform des Baues resultiert aus der Straßenführung in diesem Teil der Stadt. In dem Gebäude fand sich die berühmte Themistokles-Herme, von der sich heutige Namen des Baus herleitet.
Der Caseggiato del Temistocle wurde unter Hadrian errichtet. Am Ende des zweiten Jahrhunderts gab es Umbauten. Teile des Baues wurden im Norden von der Tempio Collegiale überbaut. Der Ostflügel des Baues besteht aus vier kleineren Wohnungen, die mit einfachsten Wandmalereien ausdekoriert waren. Nach Harald Mielsch wohnte hier die unterste soziale Schicht, die sich noch den Luxus von Wandmalereien leisten konnte. Nach der Mauerstärke hatte der Bau wahrscheinlich nur noch ein oder zwei weitere Stockwerke. Es gibt nur eine Treppe, was aber eher ungewöhnlich ist für ein relativ großes Haus. Der Westflügel, der vom Ostflügel durch einen unüberdachten Gang getrennt war, besteht vor allem aus einer Reihe von Läden und Werkstätten sowie einer Wohnung, deren Böden Mosaiken aufweisen.